# Clan Tsutsui

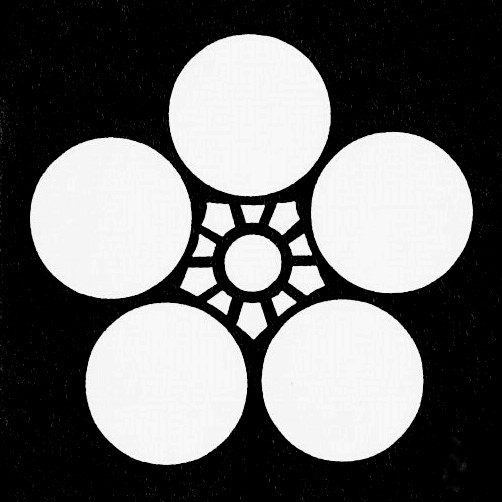
Armoiries des Tsutsui
(fleur de prunier)

Le clan Tsutsui (筒井氏, Tsutsui-shi) est un clan japonais qui apparaît pendant la période Sengoku. Au XVIe siècle, le clan Tsutsui contrôle principalement la province de Yamato et ce grâce aux efforts du daimyo Tsutsui Junkei. Le clan Tsutsui devient ensuite un vassal du clan Oda après que Junkei est tué dans une bataille face à Oda Nobukatsu. Après cet événement, le pouvoir du clan disparaît et le devenir de la famille Tsutsui est inconnu après cette date.